# Tháp Thiên niên kỷ (Dubai)
Tháp Thiên niên kỷ là một tòa nhà chọc trời nằm trên đường Sheikh Zayed của thành phố Dubai, Các Tiểu vương quốc Ả Rập Thống nhất. Được hoàn thành năm 2006, khu căn hộ cao 60 tầng với chiều cao tổng cộng 287 m gồm 301 căn hộ ba giường ngủ và 106 căn hộ 2 giường ngủ.